# Alexander the Great
Alexander the Great is een Amerikaans-Spaanse sandalenfilm uit 1956 onder regie van Robert Rossen. In Nederland en Vlaanderen werd de film destijds uitgebracht onder de titel Alexander de Grote.

## Verhaal
Alexander groeit op in Macedonië en wordt opgeleid om zijn vader Philippus als koning op te volgen. Hij gelooft dat hij een afstammeling is van Achilles. Hij neemt deel aan de slag bij Chaeronea. Na het overlijden van zijn vader wordt hij koning op 20-jarige leeftijd. Als veldheer wil Alexander de Grote zijn rijk uitbreiden tot aan de grenzen van de bekende wereld.

## Rolverdeling
| Acteur                | Personage          |
| --------------------- | ------------------ |
| Richard Burton        | Alexander de Grote |
| Fredric March         | Philippus II       |
| Claire Bloom          | Barsine            |
| Danielle Darrieux     | Olympias           |
| Barry Jones           | Aristoteles        |
| Harry Andrews         | Darius             |
| Stanley Baker         | Attalus            |
| Niall MacGinnis       | Parmenion          |
| Peter Cushing         | Memnon             |
| Michael Hordern       | Demosthenes        |
| Marisa de Leza        | Eurydice           |
| Gustavo Rojo          | Clitus             |
| Rubén Rojo            | Philotas           |
| Peter Wyngarde        | Pausanias          |
| Helmut Dantine        | Nectenabus         |
| William Squire        | Aeschines          |
| Friedrich von Ledebur | Antipater          |
| Virgilio Teixeira     | Ptolemaeus         |
| Teresa del Río        | Roxane             |
| Julio Peña            | Arsites            |
| José Nieto            | Spithridates       |
| Carlos Baena          | Nearchus           |
| Larry Taylor          | Perdiccas          |
| José Marco            | Harpalus           |
| Ricardo Valle         | Hephaestion        |
| Carmen Carulla        | Stateira           |
| Jesús Luque           | Aristander         |
| Ramsay Ames           | Dronken vrouw      |
| Ellen Rossen          | Amytis             |
| Carlos Acevedo        | Ochus              |